# Arma biológica

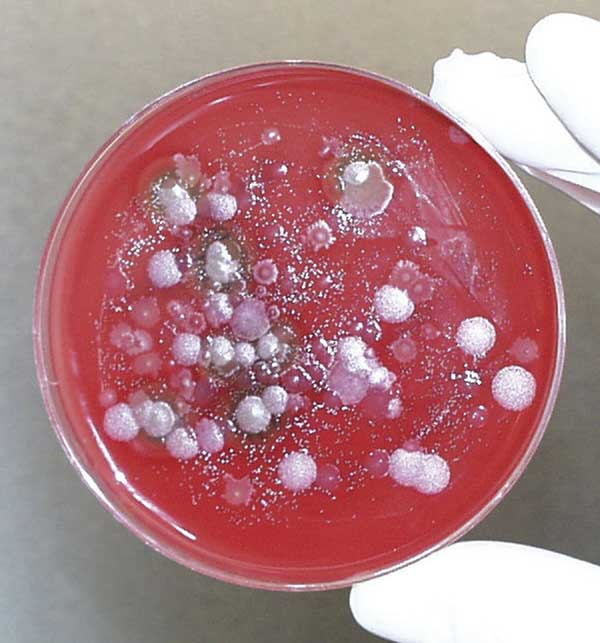
Un cultivo de Bacillus anthracis, el agente causante del carbunco

Un arma biológica —también conocida como bioarma o a veces como arma bacteriológica— es cualquier patógeno (bacteria, virus, hongo, parásito u otro microorganismo que produce o causa enfermedades) que se utiliza como arma de guerra. Utilizar productos tóxicos no vivientes, incluso si son producidos por organismos vivos (por ejemplo, toxinas), es considerado como un arma química bajo las provisiones de la Convención de armas químicas. Un arma biológica puede estar destinada a matar, incapacitar o impedir seriamente a un individuo como a ciudades o lugares enteros. También puede ser definida como el material o defensa contra tal empleo. La guerra biológica es una técnica militar que puede ser usada por Estados-nación o por grupos no nacionales. En el último caso, o si un Estado-Nación la usa clandestinamente, también puede ser considerado como bioterrorismo.

## Descripción general

### Clases de armas
1. Bacterias. Las bacterias son organismos microscópicos que viven libremente y que se reproducen por división simple y son fáciles de cultivar. Las enfermedades que producen a menudo responden al tratamiento con antibióticos.
2. Virus. Los virus requieren organismos vivientes para reproducirse. Los virus provocan enfermedades que no responden a antibióticos; no obstante, los antivirales son eficaces. Han existido programas de investigación genética para producir las llamadas quimeras, virus recombinados que tienen las características de varios antecesores.

### Función
Son utilizadas para causar daño a las personas, de igual manera son utilizadas para matar, incapacitar e impedir seriamente a un enemigo. Así como también pueden dañar a los animales y los alimentos que consumimos día a día.
Son la respuesta lógica a la necesidad de destruir o incapacitar a un enemigo sin acabar con sus armas o la zona en la que se encuentra que puede ser la razón de la disputa.

### Formas de dispersión
La mayoría de los agentes biológicos son difíciles de cultivar y mantener. Muchos se descomponen rápidamente cuando están expuestos a la luz solar y otros factores del medio ambiente, mientras que otros, tales como las esporas de Bacillus anthracis, tienen una vida larga. Pueden dispersarse rociándolos en el aire o infectando a los animales que transmiten la enfermedad a los humanos a través de la contaminación de los alimentos y el agua. La dispersión de este tipo de armas es también compleja, dada la fragilidad de los entes vivos que la componen, y suele realizarse de las siguientes formas: 
- Aerosoles – agentes biológicos que se dispersan en el aire, formando un rocío fino que puede extenderse por millas, normalmente lanzados desde aviones o mediante bombas o misiles. Inhalar el agente puede causar enfermedades en las personas o los animales. Este es el método militar estándar.
- Animales – algunas enfermedades se propagan por medio de insectos y animales, tales como pulgas, moscas y mosquitos. Deliberadamente propagar enfermedades a través del ganado y la agricultura también se denomina agroterrorismo.
- Contaminación de los alimentos y el agua –algunos organismos y toxinas patogénicas pueden persistir en los suministros de agua y alimentos, o ser arrojados deliberadamente a los mismos. La mayoría de los microbios pueden matarse y las toxinas pueden desactivarse cocinando los alimentos e hirviendo el agua.

En los Estados Unidos, a finales de 2001, esporas de B. anthracis, fueron enviadas por correo a personas del gobierno y los medios de comunicación. Estas esporas son elaboradas en forma de un polvo blanco. Las máquinas de clasificación de la correspondencia postal y el abrir las cartas dispersó las esporas en forma de aerosoles. Ocurrieron algunas muertes como resultado de esto. El efecto era interrumpir el servicio de correos y causar pánico general entre el público con respecto al manejo de la correspondencia entregada.
La propagación de persona a persona de algunos agentes infecciosos también es posible. Los humanos han sido la fuente de infecciones de viruela, peste bubónica y los virus Lassa.

## Historia
En los libros redactados por Sexto Julio Frontino (alrededor del año 90 d. C.) se mencionan acciones tales como el introducir enjambres de abejas en los túneles, lanzar contra las naves enemigas recipientes llenos de serpientes venenosas, dejar libres fieras hambrientas contra los sitiados, lanzar dentro de las murallas carroña de animales en descomposición, etc.
En Estados Unidos, la población nativa americana era diezmada después del contacto con el Viejo Mundo debido a la introducción de muchas y diferentes enfermedades letales. Hay dos casos documentados de presuntas e intentadas guerras con gérmenes. El primero, durante un parlamento a Fort Pitt el 24 de junio de 1763, Ecuyer dio a los representantes de los asediantes Delawares dos cobijas y un pañuelo que había sido expuesto a viruela, esperando que extendieran la enfermedad entre los nativos para terminar con el asalto. William Trent, el comandante de la milicia, dejó registros que claramente indicaban que la propuesta de darles las cobijas era «para transmitir la viruela a los indios».
Durante la Guerra de Secesión estadounidense, el general Sherman reportó que las fuerzas Confederadas dispararon animales de granja en estanques que la Unión dependía para tomar agua. Esto habría hecho el agua imposible de tomar, aunque los verdaderos riesgos de salud provenientes de cadáveres humanos y de animales que no murieron de enfermedad son mínimos.
Durante la Guerra Sino-Japonesa (1937-1945) y la Segunda Guerra Mundial, la Unidad 731 del Ejército Imperial Japonés condujo experimentos en humanos, la mayoría prisioneros chinos, rusos y estadounidenses. En campañas militares, el ejército japonés usó armas biológicas en soldados y civiles chinos.
Por ejemplo, en 1940, el Ejército Imperial Japonés bombardeó Ningbo con bombas de cerámica llenas de pulgas cargadas con la peste bubónica. Una película mostrando esta operación fue vista por los príncipes imperiales Tsuneyoshi Takeda y Takahito Mikasa durante una escenografía hecha por la mente maestra del microbiólogo japonés Shirō Ishii, el oficial al mando del Escuadrón experimental 731.
Sin embargo, algunas operaciones fueron inefectivas debido a los ineficientes sistemas de entrega, usando insectos portadores de enfermedades más que dispersando el agente como una nube de aerosol. Se estima que 400 000 chinos murieron como resultado directo de las pruebas de armas biológicas en los campos japoneses.
Durante los Juicios de Crímenes de Guerra de Jabárovsk, los acusados tales como el Mayor general Kiyashi Kawashima, testificaron que desde 1941 unos 40 miembros de la Unidad 731 arrojaron desde el aire pulgas contaminadas con peste en Changde. Estas operaciones causaron brotes epidémicos de peste.

## Cronología histórica del sigloxx
Veinticinco países firman la Conferencia de La Haya de 1899 que en una de sus cláusulas expresa que los estados firmantes se comprometen en no usar proyectiles cuyo único objetivo sea la de liberar gases asfixiantes o venenosos. 
Guerra ruso-japonesa : las naves japonesas disparan contra las rusas granadas cargadas con gases venenosos 
Segunda Convención de La Haya (18 de octubre de 1907) Se renueva la prohibición de armas químicas y la utilización de aviones en la guerra. Cinco de las potencias que luego tomaran parte en la Primera Guerra Mundial no firmaron.
- 1914-1918: Primera Guerra Mundial: se utilizan armas químicas: gases asfixiantes tales como cloro, bromo, perclorometilmercaptano, cloruro de carbonilo (fosgeno), ésteres cianofórmicos (Zyklon), etc., gases vesicantes tales como fenilcloroarsina (PD), di(2-cloroetil) sulfuro (mostaza) etilbromoarsina, etildicloroarsina (dick) entre otros, y gases lacrimógenos como bromoacetona, cloroacetona, gases invalidantes tales como acroleína (papite), ácido cianhídrico, bromuro de cianógeno, bromoacetato de etilo y muchos otros más. Véase Gas venenoso en la Primera Guerra Mundial.

- 1925: Protocolo de Ginebra: se prohíbe el uso de armas químicas y biológicas en la guerra

- 1936: En Alemania se descubre el gas neurotóxico tabún

- 1932-1945: Se emplean armas químicas : mostaza y sulfuro de cloroetileno en Etiopía. Los ingleses experimentan con el Bacillus Anthracis diseminándolo en la isla de Gruinard, aún contaminada (principalmente por peste). En 1944 los aliados ponen a punto un arma bacteriológica (aparentemente botulina) capaz de aniquilar la vida humana en una zona determinada, pero dejando intactas las instalaciones.

Uso de bombas de fósforo blanco o cargadas con otros materiales incendiarios son lanzadas por los aliados sobre la Alemania nazi en 1943.
Estados Unidos comienza a usar napalm arrojándolo sobre Tokio, convirtiendo la ciudad en un enorme horno crematorio. Luego, meses más tarde es usado en Okinawa. 
- 1937-1945: segunda guerra sino-japonesa y Segunda Guerra Mundial. El Ejército Imperial Japonés y su Escuadrón 731, que emprendió letales experimentos sobre humanos, emplea armas biológicas contra China. Son empleadas también armas químicas: el gas vesicante mostaza y los gases invalidantes difenilcloroarsina (CN) y difenilcianoarsina (Clark II)

- 1952: Radio Corea anuncia que el ejército estadounidense ha empleado armas bacteriológicas. Si bien las fuentes oficiales desmienten el hecho, hasta ahora se desconoce la verdad.

- 1964: guerra de Vietnam: los portavoces militares estadounidenses admiten sin reticencias el uso de defoliantes conocidos como agentes "Naranja" (2,4,5-T), "Púrpura", "Blanco" y "Azul" (Herbicidas arco iris).

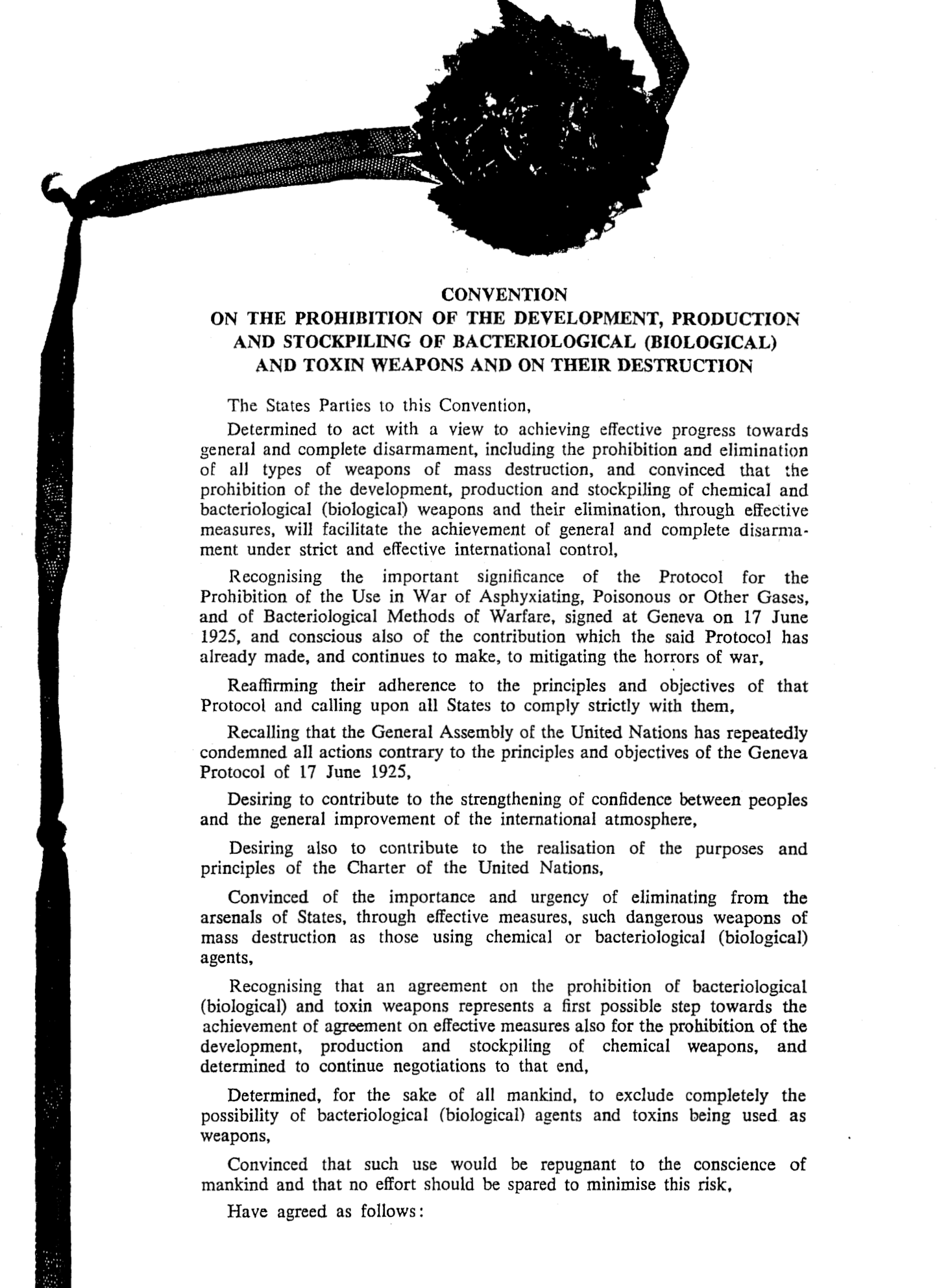
Documento original de la Convención sobre Armas Biológicas de 1972

- 1972: Estados Unidos, la Unión Soviética y más de 100 países firman la Convención de Armas Biológicas;  Estados Unidos y la Unión Soviética firman el Tratado sobre Misiles Antibalísticos.

- 1979: En la Unión Soviética, esporas de B. anthracis liberadas accidentalmente, provocan la muerte por carbunco de al menos 68 personas.

- 1980: Se erradica oficialmente la viruela.

- 1991 La ONU ordena a Irak destruir todas sus armas y tecnología relacionada con ella.

- La Unión Soviética se disuelve, Estados Unidos inicia un programa de ayuda de no proliferación en la extinta Unión Soviética.

- 1993: Se inicia la firma de la Convención de Armas Químicas. (El jefe de la Agencia Rusa de Municiones ha manifestado que tanto los Estados Unidos como Rusia están retrasados varios años para poder alcanzar la fecha límite del 2007, impuesta por la convención para destruir sus reservas de armas químicas. Solo en Rusia hay cuarenta mil toneladas de agentes químicos).

- 1994 Miembros de la secta religiosa Aum Shinrikyō libera gas Sarín en el metro de Tokio.

## Características de las armas biológicas

### Armas biológicas antipersonales
Las características ideales de las armas biológicas que tienen como objetivos a los seres humanos son una infectividad alta, alta potencia, disponibilidad de vacunas y lanzamiento como un aerosol.
Las enfermedades que son más probables de ser consideradas para uso de armas biológicas compiten debido a su letalidad (si son lanzadas eficientemente) y robustez (al hacer factible el lanzamiento por aerosol). Por su parte, los agentes biológicos usados en armas biológicas pueden ser fabricados a menudo con rapidez y fácilmente. La dificultad principal no es la producción del agente biológico, sino el lanzamiento en una forma efectiva al objetivo vulnerable. 
Por ejemplo, el Bacillus anthracis es considerado un agente efectivo por varias razones. En primer lugar, forma esporas fuertes, perfectas para su dispersión en aerosoles. En segundo lugar, las infecciones neumonales (de pulmón) producidas por el carbunco o ántrax usualmente no causan infecciones secundarias en otras personas. Luego, el efecto del agente queda usualmente confinado al objetivo. Una infección neumonal causada por el ántrax empieza con los síntomas de un resfrío ordinario y rápidamente se vuelve letal, con una tasa de mortalidad del 90 % o mayor. Finalmente, el personal amigo puede ser protegido con antibióticos adecuados. Un ataque masivo que utilice esporas de esta bacteria requeriría la creación de partículas de aerosol de 1,5 a 5 micrómetros. Si fuera muy grande el aerosol sería filtrado por el sistema respiratorio. Mientras que si fuera muy pequeño, el aerosol sería inhalado y exhalado. Asimismo, a este tamaño, los polvos no conductivos tienden a aglutinarse y adherirse debido a las cargas electrostáticas, lo cual impide la dispersión. Por ello, el material debe ser tratado para aislar y descargar las cargas. El aerosol debe ser lanzado de forma que ni la lluvia ni el sol lo descomponga y el pulmón humano pueda ser infectado. Estas son solo algunas de las dificultades tecnológicas que existen.
Las enfermedades consideradas para ser usadas como armas, o conocidas por ser utilizadas como tales, incluyen el carbunco (TR), ébola, virus de Marburgo, plaga (LE), cólera (HO), tularemia (SR & JT), brucelosis (US, AB & AM), fiebre Q (OU), fiebre hemorrágica boliviana, coccidioidomicosis (OC), muermo (LA), melioidosis (HI), shigella (Y), fiebre de las Montañas Rocosas(UY), tifus (YE), psitacosis(SI), fiebre amarilla (UT), encefalitis japonesa B (AN), fiebre del valle del Rift (FA) y la viruela (ZL). Toxinas surgidas naturalmente que pueden ser usadas como armas, incluyen ricina (WA), SEB (UC), Toxina botulínica (XR), saxitoxina (TZ) y muchas micotoxinas. Los organismos que causan estas enfermedades son conocidos como agentes selectos. En Estados Unidos, su posesión, uso y transferencia son regulados por el Programa Agente Selecto del Centro de Control y Prevención de Enfermedades.

### Armas biológicas anti agrícolas
Las armas biológicas también pueden tener como objetivo plantas específicas para destruir cultivos o desfoliar vegetación. Estados Unidos y el Reino Unido descubrieron reguladores de crecimiento de las plantas (por ejemplo, herbicidas) durante la Segunda Guerra Mundial e iniciaron un programa de armas herbicidas que fue utilizado finalmente en Malasia y Vietnam en la contrainsurgencia. Aunque los herbicidas son químicos, a menudo son agrupados con las armas biológicas como biorreguladores de manera similar a las biotoxinas.
Estados Unidos desarrolló su capacidad de destrucción de cultivos durante la Guerra Fría que usó bioherbicidas para enfermedades de plantas o micoherbicidas para destruir la agricultura del enemigo. Se creía que la destrucción de la agricultura del enemigo en una escala estratégica podía frustrar la agresión sino-soviética en una guerra general. Enfermedades tales como la roya del trigo y la roya del arroz pueden ser convertidas en armas cargando tanques para rociados aéreos y bombas de racimo para lanzarlas a aguas enemigas que rieguen regiones agrícolas para iniciar epifitóticas (epidemias entre las plantas). Cuando Estados Unidos abandonó su programa de armas biológicas ofensivas en 1969 y 1970, la vasta mayoría de su arsenal biológico estaba compuesto de estas enfermedades de plantas.
En la década de 1980, el ministerio soviético de Agricultura desarrolló exitosamente variantes de glosopeda y peste bovina contra vacas, fiebre porcina africana para cerdos y psitacosis para matar pollos. Estos agentes eran preparados para ser rociados desde tanques acoplados a aviones desde cientos de kilómetros. El programa secreto fue nombrado: «Ecología».
Atacar animales es otra área de las armas biológicas que tiene como propósito eliminar recursos animales que podrían ser utilizados como transporte o comida. En la Primera Guerra Mundial, agentes alemanes fueron arrestados en un intento por inocular animales con ántrax y se creía que eran responsables de brotes de muermo en caballos y mulas. Los británicos contaminaron pasteles con ántrax en la Segunda Guerra Mundial como un medio potencial de atacar ganado alemán, pero nunca usaron esta arma.
Sin conexión con las guerras, los seres humanos han introducido deliberadamente la enfermedad de conejos mixomatosis, originaria de Sudamérica, a Australia y Europa, con la intención de reducir la población de conejos, lo que ha tenido resultados devastadores pero temporales, con poblaciones de conejos salvajes reducidas a una fracción de su tamaño original, pero los sobrevivientes desarrollaron inmunidad y se incrementaron nuevamente.